# Ljubimec
Ljubimec (in bulgaro Любимец?) è un comune bulgaro situato nel distretto di Haskovo di 11 134 abitanti (dati 2009). La sede comunale è nella località omonima

## Località
Il comune è formato dall'insieme delle seguenti località:
- Ljubimec (sede comunale)
- Belica
- Dăbovec
- Georgi Dobrevo
- Jerusalimovo
- Lozen
- Malko Gradište
- Orjahovo
- Vălče pole
- Vaskovo